# 北蒂羅爾
北蒂羅爾（德語：Nordtirol）是奥地利蒂罗尔州的一部分，位于奥地利西部。北蒂罗尔东与萨尔茨堡州接壤，北与德国联邦巴伐利亚相邻，西与福拉尔贝格州相邻，西南与瑞士格勞賓登州相邻，南与意大利博尔扎诺-上阿迪杰自治省相邻。因斯布鲁克是北蒂羅爾的城市之一。